# Dipartimento di Añelo
Añelo è un dipartimento argentino, situato nella parte centro-orientale della provincia di Neuquén, con capoluogo Añelo.
Esso confina a nord con il dipartimento di Pehuenches, a est con la provincia di Río Negro, a sud con i dipartimenti di Confluencia e Zapala, e ad ovest con quelli di Picunches e Loncopué.
All'interno del territorio del dipartimento è presente il duomo di lava Trolon.
Secondo il censimento del 2001, su un territorio di 11.655 km², la popolazione ammontava a 7.554 abitanti, con un aumento demografico del 61,83% rispetto al censimento del 1991.
Il dipartimento, nel 2001, è suddiviso in 2 comuni (municipios) e 2 comisiones de fomento:
- San Patricio del Chañar (comune di prima categoria dal 2003)
- Añelo (comune di seconda categoria dal 2003)
- Aguada San Roque e
- Los Chihuidos (comisiones de fomento).